# Hancock (Maine)
Hancock és una població dels Estats Units a l'estat de Maine (EUA). Segons el cens del 2000 tenia 2.147 habitants.

## Demografia
Segons el cens del 2000, Hancock tenia 2.147 habitants, 927 habitatges, i 596 famílies. La densitat de població era de 27,8 habitants/km².
Dels 927 habitatges en un 30% hi vivien nens de menys de 18 anys, en un 50,5% hi vivien parelles casades, en un 9,9% dones solteres, i en un 35,6% no eren unitats familiars. En el 27,8% dels habitatges hi vivien persones soles l'11,7% de les quals corresponia a persones de 65 anys o més que vivien soles. El nombre mitjà de persones vivint en cada habitatge era de 2,31 i el nombre mitjà de persones que vivien en cada família era de 2,77.
Per edats la població es repartia de la següent manera: un 23,6% tenia menys de 18 anys, un 6,1% entre 18 i 24, un 30,5% entre 25 i 44, un 23,7% de 45 a 60 i un 16,2% 65 anys o més.
L'edat mediana era de 39 anys. Per cada 100 dones de 18 o més anys hi havia 91,5 homes.
La renda mediana per habitatge era de 32.778 $ i la renda mediana per família de 36.855 $. Els homes tenien una renda mediana de 27.448 $ mentre que les dones 21.031 $. La renda per capita de la població era de 17.339 $. Entorn del 6,9% de les famílies i el 9,9% de la població estaven per davall del llindar de pobresa.